# Eglingham
Ne doit pas être confondu avec Edlingham.
Eglingham est un village et une paroisse civile du Northumberland, en Angleterre.
Il abrite notamment le manoir d'Eglingham Hall (en).

## Toponymie
Eglingham est un nom d'origine vieil-anglaise. Il désigne la ferme (hām) appartenant à la famille ou à l'entourage d'un dénommé Ecgwulf, ou bien la ferme située à l'endroit appartenant à Ecgwulf. Ce toponyme est attesté pour la première fois vers le milieu du XIe siècle sous la forme Ecgwulfincham.

## Démographie
Au recensement de 2011, la paroisse civile d'Eglingham comptait 385 habitants.